# الکساندر سیدلنیکوف
الکساندر سیدلنیکوف (انگلیسی: Alexander Sidelnikov; ۱۲ اوت ۱۹۵۰ – ۲۳ ژوئن ۲۰۰۳) بازیکن هاکی روی یخ اهل اتحاد جماهیر شوروی سوسیالیستی بود.